# ألبرت غورينغ
كان ألبرت غونتر غورينغ (9 مارس 1895 – 20 ديسمبر 1966) مهندسًا ورجل أعمال ألمانيًا والأخ الأصغر لهيرمان غورينغ (رئيس لوفتفافه الألمانية وعضو قيادي في الحزب النازي). وعلى النقيض من شقيقه، فقد عارض ألبرت النازية وساعد اليهود وغيرهم الذين تعرضوا للاضطهاد في ألمانيا النازية. لقد تم تجنبه في ألمانيا بعد الحرب بسبب اسم عائلته، وتوفي دون أي اعتراف علني بجهوده الإنسانية.

## الخلفية العائلية
ولد ألبرت غورينغ في 9 مارس 1895 في ضاحية فريدناو في برلين. لقد كان الطفل الخامس لرايخسكوميسار السابق جنوب غرب أفريقيا الألمانية والقنصل العام الألماني لهايتي هاينريش إرنست غورينغ وزوجته فرانسيسكا «فاني» تيفينبرون، من عائلة فلاحين بافارية.
كان آل غورينغ أقارب العديد من سكان منطقة Eberle / Eberlin في سويسرا وألمانيا، من بينهم الكونت الألماني زبلين، وكذلك رائد الطيران فرديناند فون زبلين؛ مؤرخ الفن القومي الألماني هيرمان غريم، مؤلف مفهوم البطل الألماني كمحرك للتاريخ الذي تبناه النازيون لاحقًا؛ المؤرخ السويسري للفن والمفكر الثقافي والسياسي والاجتماعي ياكوب بوركهارت؛ الدبلوماسي ومؤرخ سويسري ورئيس الصليب الأحمر الدولي كارل ياكوب بوركهارت؛ وعائلة ميرك، أصحاب شركة الأدوية الألمانية العملاقة ميرك؛ والكاتب والشاعر الكاثوليكي الألماني جيرترد فون لي فورت.
عاشت عائلة غورينغ مع عراب أطفالهم الأرستقراطيين ذو الأصل اليهودي، نايت هيرمان فون إبنشتاين، في قلاعه Veldenstein وMauterndorf. كان فون إيبنشتاين طبيبًا بارزًا وكان بمثابة الأب البديل للأطفال حيث كان والدهم غالبًا غائبًا عن هاينريش غورينغ منزل العائلة. كان ألبرت واحدًا من خمسة أطفال. كان شقيقاه هيرمان وكارل إرنست غورينغ، وأخواته غير الشقيقتين أولغا تيريز صوفيا وبولا إليزابيث روزا غورينغ، وكلاهما من زواج والده الأول.
بدأ فون إيبنشتاين علاقة غرامية مع فرانزيسكا غورينغ قبل حوالي عام من ولادة ألبرت. التشابه الجسدي القوي بين فون إيبنشتاين وألبرت غورينغ دفع الكثيرين إلى الاعتقاد بأنهما أب وابن. إذا كان هذا صحيحًا، فهذا يعني أن ألبرت غورينغ كان نصف يهودي. ومع ذلك، رافقت فرانزيسكا غورينغ زوجها إلى منصبه في بورت أو برانس في هايتي، وعاشت هناك معه بين مارس 1893 ومنتصف 1894، مما يجعل هذا يبدو بعيد الاحتمال للغاية. في عام 2016، قالت ابنة ألبرت (إليزابيث) لبي بي سي إن والدتها (ميلا) قالت إن ألبرت أخبرها أن فون إيبنشتاين هو والده.
خلال الحرب العالمية الأولى، خدم ألبرت في الخنادق مع الجيش الإمبراطوري الألماني كمهندس إشارة.

## النشاط المناهض للنازية
يبدو أن غورينغ قد اكتسب شخصية عرابه كحيوي وبدا وكأنه من المقرر أن يقود «حياة غير عادية» كمخرج، حتى وصل النازيون إلى السلطة في عام 1933. على عكس شقيقه الأكبر هيرمان، الذي كان عضوًا بارزًا في الحزب، احتقر ألبرت غورينغ النازية والوحشية المعنية.
توجد العديد من القصص حول مقاومة غورينغ للأيديولوجيا والنظام النازي. على سبيل المثال، ورد أن ألبرت قد انضم إلى مجموعة من النساء اليهوديات اللاتي أرغمن على فرك الشارع. قام ضابط شوتزشتافل المسؤول بتفقد هويته، وأَمر بأن يتوقف نشاط التنظيف الخاص بالمجموعة بعد أن أدرك أنه يمكن تحميله المسؤولية عن السماح بإهانة شقيق هيرمان غورينغ علنًا.
استخدم ألبرت غورينغ نفوذه لإطلاق سراح رئيسه اليهودي السابق أوسكار بيلزر بعد أن اعتقله النازيون. ثم ساعد غورينغ بيلزر وعائلته على الهروب من ألمانيا. وورد أنه فعل الشيء نفسه مع العديد من المنشقين الألمان الآخرين.
كثف غورينغ نشاطه المناهض للنازية عندما أصبح مدير التصدير في atkoda Works في تشيكوسلوفاكيا. لقد شجع أعمال التخريب البسيطة وكان على اتصال مع المقاومة التشيكية. وفي مناسبات عديدة، قام بتزوير توقيع شقيقه على وثائق العبور لتمكين المنشقين من الفرار. عندما تم القبض عليه، استخدم نفوذ شقيقه لإطلاق سراحه. أرسل غورينغ أيضًا شاحنات إلى معسكرات الاعتقال النازية مع طلبات العمال. كانت الشاحنات تتوقف في منطقة معزولة، ثم سُمح لركابها بالهروب.
بعد الحرب، تم استجواب ألبرت غورينغ خلال محكمة نورمبرغ. ومع ذلك، شهد العديد ممن ساعدهم لصالحه، وتم إطلاق سراحه. بعد ذلك بوقت قصير، تم القبض على غورينغ من قبل التشيك، ولكن تم إطلاق سراحه مرة أخرى عندما أصبح المدى الكامل لأنشطته معروفًا.

في عام 2010، تحدثت إيدا غورينغ، ابنة هيرمان، عن عمها ألبرت للغارديان: 

## الحياة في وقت لاحق
عند إطلاق سراحه، عاد غورينغ إلى ألمانيا، ولكن تم تجنبه بسبب اسم عائلته. كان يعمل من حين لآخر ككاتب ومترجم، وكان يعيش في شقة متواضعة بعيدة عن الروعة البارونية لطفولته. في سنواته الأخيرة، عاش غورينغ على معاش من الحكومة. كان يعلم أنه إذا تزوج، عند وفاته سيتم تحويل مدفوعات المعاشات التقاعدية إلى زوجته. وكعلامة على الامتنان، تزوج مدبرة منزله في عام 1966 حتى تحصل على معاشه. وبعد أسبوع واحد، توفي ألبرت غورينغ دون الاعتراف بأنشطته المناهضة للنازية في زمن الحرب.
مع أن غورينغ عاش سنواته الأخيرة في ميونيخ في بافاريا، إلا أنه توفي بعيدًا في مستشفى في نوينبورغ في ولاية بادن فورتمبيرغ المجاورة.

## الاستقبال والثقافة الشعبية
ظلت قصة غورينغ مجهولة إلى حد كبير للجمهور حتى بعد ثلاثة عقود من وفاته. في حين كان شقيقه هيرمان غورينغ موضوعًا للعديد من المنشورات، لم يحظ ألبرت باهتمام كبير أو معدوم. أحد الاستثناءات كان مقالة قصيرة في المجلة الأسبوعية الألمانية aktuell للكاتب إرنست نيوباخ في أوائل الستينيات عندما كان غورينغ لا يزال على قيد الحياة. وفي نهاية القرن العشرين، بدأ الوضع يتغير عندما بدأ غورينغ يصبح موضوعًا للعديد من الكتب والأفلام الوثائقية، مما أدى بدوره إلى عدد أكبر من المنشورات الجديدة.

### كتب
نشر المؤلف البريطاني جيمس ويلي سيرة ذاتية مزدوجة تحت عنوان The Warlord and the Renegade في عام 2006، أعقبها الكتاب الرابع والثلاثون (بالإنجليزية:Thirty four) للمؤلف الأسترالي وليام هاستينغز بيرك. تمت تغطية ألبرت غورينغ أيضًا في كتاب مقاومة الإنقاذ (بالألمانية: Rettungswiderstand) لعام 2011 للمؤرخ الألماني والناجي من المحرقة أرنو لوستيغر.
تم تسجيل جهود غورينغ الإنسانية بواسطة وليام هاستينغز بيرك في كتاب الرابع والثلاثون (ردمك 9780956371201). تم الانتهاء من مراجعة للكتاب في السجل اليهودي بدعوة إلى تكريم ألبرت غورينغ في نصب ياد فاشيم التذكاري؛ ومع ذلك، أعلنت ياد فاشيم لاحقًا أنهم لن يدرجوا غورينغ على أنه من الصالحين بين الأمم، مشيرين بما أنه «هنا[ك] مؤشرات على أن ألبرت غورينغ كان لديه موقف إيجابي تجاه اليهود وأنه ساعد بعض الناس،» فليس هناك «دليلًا كافيًا، مثل المصادر الأولية، يظهر أنه خاطر بمخاطر غير عادية لإنقاذ اليهود من خطر الترحيل والموت».

### الأفلام الوثائقية
كان غورينغ موضوع اثنين من الأفلام الوثائقية. أولها وأكثرها شمولاً هو Real Albert Goering الذي أنتجه تلفزيون 3BM وبث في المملكة المتحدة في عام 1998. وبعد ما يقرب من عقد من الزمان، أنتج ويليام هاستينغز بيرك فيلمًا وثائقيًا استنادًا إلى كتابه، وفي عام 2014 تم بث فيلم Le Dossier Albert Göring من فيرونيك لورمي على التلفزيون الفرنسي. وفي يناير 2016، بثت القناة الألمانية الأولى دراما وثائقية تحت عنوان Der gute Göring (غورينغ الصالح) مع لعب بارنابي ميتشورات لدور ألبرت غورينغ وفرانسيس فولتون سميث الذي لعب أخيه هيرمان.
تم عرض فيلم وثائقي لراديو بي بي سي 4 بعنوان «غورينغ الصالح»، الذي تم بثه أيضًا في يناير 2016، التحقيق في حياة ألبرت غورينغ من قبل الصحفي والمذيع البريطاني جافين إسلر.

## روابط خارجية
- الهولوكوست والجرائم والأبطال والضحايا - معلومات تفصيلية حول أفعال غورينغ وأنشطة أبطال الهولوكوست الآخرين.